# درايس ديفينينز
درايس ديفينينز (بالفرنسية: Dries Devenyns)‏ (و. 1983  م) هو راكب دراجة هوائية بلجيكي، ولد في لوفان، شارك في طواف فرنسا، وسباق طواف فرنسا 2011، وسباق طواف فرنسا 2010، وسباق طواف فرنسا 2012، وسباق طواف فرنسا 2014، وطواف فرنسا 2019.

## سجل الفوز

### سباقات أو مراحل فاز بها
| التاريخ        | السباق                             | المركز                                          |
| -------------- | ---------------------------------- | ----------------------------------------------- |
| 01 مايو 2006   | طواف دي بريتاجن 2006               |                                                 |
| 18 مارس 2008   | تيرينو ادرياتيكو 2008              | الخامس في تصنيف أفضل شاب                        |
| 11 أبريل 2009  | طواف إقليم الباسك 2009             | المرتبة 15 في التصنيف العام                     |
| 29 يوليو 2009  | طواف الوني 2009                    | السابع في التصنيف العام                         |
| 10 أبريل 2010  | طواف إقليم الباسك 2010             | التاسع في التصنيف العام                         |
| 16 أكتوبر 2010 | طواف لومبارديا 2010                | المرتبة 13 في التصنيف العام                     |
| 30 يوليو 2011  | طواف سان سيباستيان 2011            | الخامس في التصنيف العام                         |
| 14 أغسطس 2011  | طواف إينكو 2011                    | الثامن في التصنيف العام                         |
| 02 سبتمبر 2012 | غروت بريجس جيف شيرنز 2012          | السادس في التصنيف العام                         |
| 13 أغسطس 2013  | طواف أين 2013                      | العاشر في التصنيف العام، السابع في تصنيف النقاط |
| 01 مارس 2014   | طواف نيوشبلاد 2014                 | الثامن في التصنيف العام                         |
| 31 يناير 2016  | سباق جائزة لا مارسيليس الكبرى 2016 | الأول في التصنيف العام                          |
| 29 مايو 2016   | طواف بلجيكا 2016                   | الأول في التصنيف العام                          |
| 27 يوليو 2016  | طواف فالوني 2016                   | الأول في التصنيف العام                          |
| 19 يوليو 2017  | 2017 Grand Prix Pino Cerami        |                                                 |
| 02 فبراير 2020 | سباق كاديل ايفانز 2020             | الأول في التصنيف العام                          |

## روابط خارجية
- درايس ديفينينز على موقع الاتحاد الدولي للدراجات (الإنجليزية)
- درايس ديفينينز على موقع أرشيف الدراجات (الإنجليزية)
- درايس ديفينينز على موقع إحصائيات الدراجات الإحترافية (الإنجليزية)
- درايس ديفينينز على موقع نسبة الدراجات (الإنجليزية)
- درايس ديفينينز على موقع CycleBase (الإنجليزية)